# José Miguel Varela Valencia
José Miguel Varela Valencia (Concepción, 23 de septiembre de 1856-Valdivia, 15 de agosto de 1941) fue un abogado y militar chileno.

## Biografía
En 1879, con 22 años, recién titulado de abogado, se alistó como voluntario en la Guerra del Pacífico. Participa en las campañas de Tarapacá, Tacna, Lima, y de la Sierra, primero como miembro del regimiento Granaderos de caballería y luego como parte del Regimiento Cazadores. En la ocupación de Lima se le encargó seleccionar las obras de la Biblioteca Nacional de Perú que se enviarían a Chile. Ahí conoció al subdirector de la biblioteca, Ricardo Palma, quien ya había empezado a publicar Tradiciones peruanas.
Varela participó luego en la Ocupación de la Araucanía. Durante este período, el 30 de diciembre de 1886, contrajo matrimonio con Isaura Romo Chaigneau (según número 286 del Registro de Matrimonios de Santiago)   Participó en la Guerra Civil de 1891, en el bando que defendía al Presidente José Manuel Balmaceda y por ende sufriendo la derrota y la persecución a manos del bando contrario.
En 1893 viajó a Estados Unidos y Europa. Según el libro que recogió sus memorias, en Italia conoció a la hija del cónsul chileno en Mesina con quien se casó en 1894. La pareja se instaló en Angol como abogado, y tuvieron de dos hijos. Varela enviudó en 1903. Su último testimonio son las celebraciones del centenario de la independencia, en 1910, con los desfiles de veteranos de la Guerra del Pacífico, respecto de lo cual comenta las miserables condiciones de vida de la mayoría de ellos.
Varela falleció en 1941. Fue sepultado tres días después en el panteón de los Veteranos del 79 en el Cementerio General de Santiago y fue trasladado posteriormente al mausoleo familiar del mismo camposanto, donde hoy reposan sus restos.

## Publicación de "Un veterano de tres guerras"
Sus memorias fueron publicadas en 2015 en Un veterano de tres guerras. El libro se compuso con base en las notas que, hacia la década de 1930, un amigo de Varela tomó de conversaciones con él. En los años '60, ese amigo las entregó a su nieto, Guillermo Parvex, quien no las leyó sino hasta 2004. Al ver su valor, se dedicó a transcribir los cuadernos, darles un orden y estilo unitario y corroborar su veracidad histórica. El texto fue luego publicado por la Academia de Historia Militar. Se transformó en uno de los libros más vendidos de la historia de Chile. Se mantuvo por más tres años en el ranking de El Mercurio de los libros más vendidos del país. Existe gran controversia sobre la autenticidad de las supuestas memorias por cuanto el personaje toma prestada la vida del profesor José Miguel Varela Verdugo: prestigioso profesor de Puerto Montt, que NO participó en ninguna guerra, fue fundador del diario El Llanquihue de Puerto Montt, y vivió hasta su muerte en esa ciudad[cita requerida]. Así como la grave acusación de cobardía contra el Coronel Del Canto y el batallón Chacabuco[cita requerida] que llegan a La Concepción en horas de la mañana y presencian impávidos el accionar de los indios "En la página 249 José Miguel Varela señala “Lo que sí puedo recordar es mi entrada a La Concepción, al promediar la tarde del 10 de julio, solamente unas horas después de haber terminado el épico combate.
… “El cuadro que vi era dantesco, ya que los soldados peruanos habían huido al observarnos a la distancia, pero habían quedado en el pueblo cientos de indios, enceguecidos por la sangre y el alcohol, que no solamente se habían contentado con descuartizar cada uno de los cadáveres de nuestros compañeros de armas, sino que corrían como enajenados por las calles del pueblo con las cabezas de nuestros compañeros ensartadas en las puntas de las lanzas.”[cita requerida]